# モスラ (平成モスラシリーズ)
モスラは、東宝制作の特撮映画に登場する架空の怪獣。本項目では、このうち『モスラ』（1996年版）から『モスラ3 キングギドラ来襲』までの平成モスラシリーズに登場する個体を扱う。

## 概要
平成モスラシリーズのメインキャラクター。新モスラは、従来のモスラの幼虫から成虫への変態に加え、作品ごとに様々な形態への変身能力を得るのが特徴である。シリーズ3作品の脚本を担当した末谷真澄は、従来の怪獣映画では怪獣自身が冒険するものはあまりないと考え、モスラ自身が努力して精神的に成長することで、新たな強さを手に入れる物語とした。また、特技監督の川北紘一は、ファンタジー性を重視することでゴジラシリーズとの差別化を図ったと述べている。
従来のモスラの女性的なイメージに対し、新モスラは青少年のイメージと評される。一方、プロデューサーの富山省吾は、当初は男の子に見えたがその後は活動的な女の子との認識になったと述べている。また、『2』では物語が女性中心となっていることから、モスラの戦いも女性の強さを表したものであると語っている。
造型面では、従来のミニチュア操演に加えてCGも多用しており、スピード感のある演出がなされている。

## 新モスラ
『モスラ』『モスラ2 海底の大決戦』に登場。インファント島の守護神。
このモスラは新モスラや新生モスラとも言われるが、『モスラ2』のDVDのインストではモスラ・レオ、書籍によってはモスラ・エクセルド、グリーンモスラと表記された。また、歴代モスラの羽の色は細かな差異を除き、赤、黒、黄色などの色が基本的な色だが、こちらのモスラは従来のモスラとは違い、緑やオレンジ、青など、上記以外のさまざまな色の羽を有しているのが特徴であり、これらの要素を持ち合わせているのも、このモスラが唯一である。歴代の幼虫で唯一ビーム発射能力を有している。
羽化時、無数に分かれた（分身体）後に合体して一体になったため、分身攻撃が得意である。また、幼虫の時期には体色を風景と同化させて擬態する能力（フェイク・リフレクション）も持っている。
エリアス姉妹がモスラを呼ぶ時に歌われる歌には、3作とも微妙に違いがある。

### 劇中での活躍（新モスラ）
『モスラ』
親モスラとデスギドラとの戦いの最中に親モスラの危険を感知して未成熟のまま卵から孵化した。エリアス姉妹のモル曰く「生まれてくるにはまだ時期が早過ぎる」らしく、まばゆいエネルギーが寿命が近づいた親モスラの体から放出され、やがて巨大な卵がインファント島の祭壇に産み落とされるが、本来は土の中に小さい状態で卵が産みつけられ、年単位の時間をかけて卵そのものが大きく成長するという。デスギドラに苦戦する親モスラの援護に来るもエクセル・ストリングスを破られ、逃げ出したところを尾や胴体を噛みつかれ体液を噴出するなど痛めつけられる。
その後、親モスラが亡くなり、その意志を継いで屋久島の老屋久杉の袂で繭を張り、クリスタルモスラが無数に飛び出して集合（合体）し、成虫に羽化・進化する。樹齢1万年の屋久杉のエネルギー（1万年分の英知）を得た影響で羽根や複眼などが緑色になっている。この新たな成虫は多彩な技を駆使して戦い、幼虫のときとは比べ物にならないほどの圧倒的な力（親モスラの約3倍）でデスギドラを倒し、これを再度封印する。

『モスラ2』
ダガーラ戦で苦手な水中戦のために絶体絶命のピンチに陥る。こうした数々の戦いを経験していくうちにレインボーモスラとなり、水中モード・モスラ（アクアモスラ）への変身能力を身に付ける。
- 製作の富山省吾は、モスラは人間の都合で産まれてしまったダガーラとは戦いたくなかったが、ベーレムによって海を汚されるためやむを得ず戦ったと述べており、脚本では戦いのあと「上空を寂しそうに旋回する」と記されていた。

### 能力（新モスラ）
幼虫の武器
エクセル・ストリングス
口から吐く、虹色に輝く強粘性の糸。本来は変態を行う際の繭を作るために使われる。デスギドラを一度は絡ませるが、糸を轟砲一閃で破壊され破られる。
プチ・レールガン
腹部に形成した磁場を利用して腹部から破壊エネルギーを放つ。
- 撮影現場では、タイミングを合わせる際に「ハラビーム」「ヨウチュウビーム」「ムシビーム」などの仮称が用いられていた。カットごとに掛け声を出す担当が違ったため、呼び名もそれぞれ異なるものになったという。

フェイク・リフレクション
皮膚を構成するプリズム状組織で光を調整して擬態する。

成虫の武器
エクセル・ダッシュ（エクセル・フラッシュ・ダッシュ）
最大飛行速度をマッハ85まで高めての体当たり。
クロスヒート・レーザー
触覚で集めた地球エネルギーを額の3つの器官から変えて照射するレーザー。最もモスラが多用した技である。
イリュージョン・ミラージュ
無数の小型のクリスタルモスラに分身する攻撃。
- 脚本では分身の描写は存在しない。特技監督の川北紘一は、『ゴジラvsデストロイア』でのデストロイアでやれなかったイメージをCGの力で実現できたと語っている。

シュプリーム・ディフェンサー
分身による防御技。
イリュージョン・トラップ
分身が相手の周囲を回転し、行動を封じる。
マルチハレーション・ラッシュ
ランダムに高速で体当たりを連続で放つ。
エクセル・シャイニング・フィールド
鱗粉でエネルギーフィールドを発生させる。
ライトニング・ハリケーン
多方向から稲妻状のエネルギーを放つ。
スパークリング・パイルロード
鱗粉を散布し、巨大な光の柱を発生させて目標を圧殺するプチ・レールガンの発展技。腹部から直に発射することも可能。
- 1作目で幼虫が光線を用いていたことから、成虫でも同じものが使えるだろうとの発想により『2』で追加された。

ローリング・シャイン・アロー
直下の敵に回転しながらエネルギーを放つ。
シャイン・ストライク・バスター
鱗粉でプリズムレンズを形成し、超高熱の光を照射する。その温度は瞬間的に太陽表面の20%近くに上昇する。新モスラの必殺技。
- 脚本では、モスラが放った緑色の球体が木の根のように変貌し、デスギドラがその中に封印されるという地球環境をテーマにした作品に則したものであったが、視覚的なカタルシスに欠けるため、強力なエネルギーで大爆発するものに改められた。

パルセフォニック・シャワー
デスギドラによって緑が枯れ、焼け野原となった大地をもとの緑豊かな大地にへと再生させる緑色の鱗粉。
クリスタル・コーティング
鱗粉を用いて熱エネルギーを吸収・拡散する。
ファイナル・フォール・オブ・ガイア
モスラ型のエネルギーフィールドを発生させ、相手を包み込んで消滅させる。
リニア・ドロップ
反発磁場を発生させ、磁界に拘束した敵を投げ飛ばす。

### 制作（新モスラ）
デザイン
デザインは岡本英郎が担当。成虫の配色は、地球や自然を守るという設定から緑色を基調としている。成虫のデザインは、ベネチアンマスクやスズメガなどのイメージも取り入れている。東宝映像美術の小林知己は、造型段階で翼の形状や模様を変えていったと述べている。岡本は、1作目での造形はイメージと異なっており、『3』のレインボーモスラが当初のイメージに最も近いと述べている。
幼虫のデザインは『ゴジラvsモスラ』から大きく変わっていない。脚本では体色は白と記していたが、巨大に見えないことから特技監督の川北紘一による提案で、従来の茶色となった。これも当初は淡い茶色の予定であったが、造型の納品後に濃い焦げ茶色に改められた。

造型
造型は、成虫2体は東宝特美製、幼虫はボンクラフト製。
幼虫
幼虫はエアーによる表情ギミックが組み込まれたリアルなものであり、芋虫の体節を動かす運動も可不足なく再現している。これは川北がウェーブ状の動きを要望したことによるもので、これまでの幼虫モスラの動きを研究し、内部ギミックはメカニカル造形を得意とするミューロンに発注された。しかし、造型物が小さかったことからモーター1個ですべてのギミックを動かさなければならず、パワー不足で思うように動かないこともあったという。また、成虫の造型がリアルなものだったため、それに合わせて幼虫の口部分をリアルなものに修正された。
誕生シーンなどでは、ウレタン製の手繰り式ギニョールが用いられた。
FRP製の水中用も作られたが、造型段階では前後を分割しており、それぞれを台車に乗せることで泳いでいるような上下運動をさせると想定していたが、納品後に撮影所で改修され、前後を連結している。
成虫
成虫もエアシリンダーにより十数箇所が可動する。従来の作品でのモスラの造形物よりも小さいため、翼には布を張らず、ポリ素材とFRPで制作している。
当初、毛は電気植毛で取り付けているが、外れやすく火にも弱いものであったことから、不採用となった。また、デザインが難航した結果、何度も羽根を塗り直したことによる塗料の重みで当初の予定よりも翼が重くなった。成虫のモデルは汚れやすいため、スタッフは手を洗ってからでなければ触れてはならないと厳命されていた。川北は毛のメンテナンスに苦労したが、すべてCGにしてしまうと綺麗になりすぎてしまうと述べている。翼や足は交換用のスペアも用意された。
成虫の1/2サイズモデルは、エアシリンダーではなくモーターによる可動で、小林はラドンか何かのギミックを流用したと証言している。
『モスラ』と『モスラ2』（レインボー共）は同一の造形物であるが、若干の改修がされている。一部のシーンでは新造されたダミー用のミニチュアも使用された。『モスラ2』ではベーレムを接着剤で付けたり剥がしたりすることから、ベーレム用の専用の羽が作られてそれを使いまわすこととなった。
卵
卵は、殻が蝋製で、内側の膜はクリアラッカーを水面に噴射して固めたものを使用している。表面のひび割れがうまくいかなかったため、4回ほど作り直している。

撮影・演出
『モスラ』
脚本を担当した末谷真澄は、新モスラの誕生を観客に観てもらいたいと考え、最初から新モスラを登場させず、従来型の親モスラからの変遷を描いた。また、第1作『モスラ』での東京タワーで羽化するシーンに匹敵するものを目指し、自然の場所での羽化を発想した。特技監督の川北紘一は、海を渡って産卵する中南米の蝶の大群をイメージして演出している。
川北は、新モスラの光線は大気と共鳴し、自然の力を借りていると想定している。
従来の誕生シーンでは、卵から幼虫が頭を出す描写が中心となっていたため、川北は差別化として幼虫が卵から出た後に立ち上がる描写を取り入れた。
幼虫の戦いのシーンでは、デスギドラに痛めつけられて体液が流れ出るなど、痛みを感じさせる演出を行うことで観客に感情移入させることを意図している。
幼虫の吐く糸には、スチロールをシンナーで溶かしたものが用いられた。繭となった状態では、真綿も用いている。川北は、従来の繭の描写との差別化として、糸の量を減らして鱗粉を降らせ、木の精霊が繭を包み込むというイメージとした。
従来の作品では、モスラが撒く鱗粉の演出に使用する金粉は外から撒いていたが、本作品ではスピード感を出すためにも金粉を羽根の上に直接乗せ、後ろに流れるようにしている。
最初の飛来シーンでは、すべての脚を常時可動させていたが見栄えが悪かったため、メインで動かすのは前側の2本のみとし、後側の4本は1カットに1回程度動かすのみとなった。
監督の米田興弘によれば、公開後ラストシーンに否定的な感想が多く、その要因として人間が破壊した環境をモスラがいとも簡単に再生してしまったことを大人の観客が奇跡と感じられなかったことを挙げている。
『ゴジラvsデストロイア』上映後の特報では、海を渡るチョウの群れをモチーフに小さなチョウが集まってモスラになるという演出をCGで行っており、作品のイメージを示すとともにデジタルを多用することも宣言していた。
『モスラ2』
インファント島の祭壇で小型モスラが集合してモスラの形を成すシーンでは、モスラを入れ込んだセット、シルエットのモスラ、モスラを外した空舞台、鱗粉を表現した銀粉を合成素材とし、CGで小型モスラを加えている。
祭壇から飛び立つシーンでは、造型物を移動車に乗せてスピード感を表現しているが、距離が短いために同じカットを合成で繋いでいる。
ダガーラに対して撒く鱗粉は、濃いグリーンと薄いグリーンのものを基本に、オレンジやシルバーなどを混ぜている。
記者発表の際には、ピラミッドにとりついたダガーラをモスラが上空から攻撃するという特写が撮影された。通常、屋外プールの撮影では風に煽られて思うように動かせず、それゆえにモスラを飛ばすことはないが、この時はコース通りに飛ばすことができたため、完成作品に組み込むことも検討されていた。
ダガーラとの空中戦を撮影する際には、スタジオの大きさの都合から当初は小サイズの造型物を用いていたが、スピードを上げると回転してしまうため、大きい方の造型物に改められた。

### レインボーモスラ
『モスラ2』および『モスラ3 キングギドラ来襲』に登場。
『モスラ2』では眼などは以前のモスラの色の名残りを残し、緑色だったが、『モスラ3』では体内に宿った水の力が強まったことで、眼が青くなり、色調全体にも青さが増している。
飛行速度は通常時と変化はないが、飛躍的に触覚からのエネルギー吸収力・エレガンス・セイヴァーと変換効率が向上したため、通常時の3倍以上に技の威力が強化されている。

#### 劇中での活躍（レインボーモスラ）
『モスラ2』
ダガーラに敗れ、絶体絶命のピンチに陥ったモスラがゴーゴの「奇跡の水・ホープフルウォーター」のエネルギーの影響を受けて自らの強い意思で強化された状態であり、以後の通常形態になる。そのため姿形こそは以前の新モスラそのままであるが、その名の通り鮮やかな虹色に変化した翼をもつ。水中モード・モスラ（アクアモスラ）に変身することができ、これによりこれまで苦手だった水中での戦いもこれで可能となる。

『モスラ3』
キングギドラ戦では、攻撃が通用しないばかりか逆にキングギドラの圧倒的な力の前になすすべなく敗北した結果、二度と現代に戻れないことを承知のうえでモルの反対を押し切り、1億3,000万年前の中生代の白亜紀へモルの歌の力を得てタイムトラベルする。そこでの若いころのキングギドラとの戦いで最初は多彩な技で奮戦するが、次第にキングギドラの反撃に苦戦し、羽を食いちぎられるなどの猛攻撃を受けてー度は瀕死の状態に追い込まれるが、正気を取り戻したロラの歌によって復活する。最終的には相撃ちとなり、瀕死の重傷を負って力尽きて長い眠りにつくが、原始モスラたち3体の糸でつくられた「繭のタイムカプセル」に包まれ、その中で眠り続けた末に息を吹き返すと、さらに能力を増した鎧モスラに変身し、再びキングギドラと対決するために現代へ帰還する。高い知能を有し、モル曰く「良い人と悪い人をすぐに見分けられる」そうである。

#### 能力（レインボーモスラ）
クロスヒートレーザー・レインボー
額からのレーザーで、通常時の3倍以上の威力を持つ。「命の水」の影響により虹色になっている。
スパークリング・パイルロード・レインボー
圧縮したエネルギーフィールドを放つ。
シャイニングシールド
エネルギーの盾。
オーロラパワー
念動力。スパークリング・パイルロードの応用で敵を虹色のエネルギー波で捕縛している。
レインボーバスター
虹色の破壊光線。超高速振動させた翼で原子崩壊させた物質を、パルセフォニック・シャワーで浄化し、清浄な水に再構築する。
マキシマム・フラッシュ
翼から太陽エネルギーを極限まで取り込み、分子配列を組み変える。水中モード・モスラに変化した。
アローバスター
『モスラ3』で使用。垂直降下しつつ、回転しながら翼の鱗粉のエネルギーを変換させて撃つレーザー。シャイン・ストライク・バスターの応用技。キングギドラを攻撃するが、バリアで防がれた。
エクセル・シャイニング・フィールド・レインボー
『モスラ3』で使用。散布した鱗粉で形成する。
エア・シールド
水中モードのアクア・シールドで、こちらは大気を反射鏡とし、前面の大気を全身にまとうエネルギーフィールドを用いて凝縮して作り出す。

#### 制作（レインボーモスラ）
創作経緯
脚本を担当した末谷は、本形態を水の精であるゴーゴから力を与えられた証と位置づけている。しかし、水のイメージであるブルーを用いるのは技術的に問題があったことから、より綺麗な虹色とした。
『3』では、キングギドラにさらわれた子供たちを助けるために戦うため、地球を守護するモスラの戦う意義が異なっているようにもみられるが、製作の富山省吾は、星の未来を担う子供を守ることは地球を守ることと同義であると説明しており、また自身の解釈として人間以外の動物の子供も捕らえられているものと想定している。

造型
『モスラ2』
造型は東宝映像美術が担当。前作の造形物を改造しており、差し替え式の翼のみが新造された。
『モスラ3』
スタートレインが造型を担当。デザイン自体は変わっていないが、特技監督の鈴木健二の要望により羽根を大きくし胴体を小さくするなど、バランスを変えている。若狭は、岡本英郎が1作目で描いた新モスラのイメージを取り入れている。
メインモデルと2/3サイズの2種類が新しく造形された。前者は用途に応じた翼が数種類用意され、後者は内蔵メカにより羽ばたくギミックを有する。操演ではなくモーターで羽ばたかせることにより、もがいているような生物感を強調している。ボディのボアは、造型プロデュースの若狭新一がアメリカで選別したものを用いている。
キングギドラの頭を足で引っ掻くシーンには、マジックハンドに足の造型物をつけた簡易的なギニョールを用いている。

撮影・演出
『2』ではすぐに水中モードへ変身するため活躍は少なく、川北は次作でレインボーモスラの活躍を描くことを宣言していた。
『3』での白亜紀の戦いは、壮絶な戦いであることを強調するため、光線技を控えて肉弾戦を重視し、観客に痛みが実感できるよう演出している。キングドラに押しつぶされるシーンでは、実際に造型物同士をぶつけている。当初は白亜紀型キングギトラとの戦闘で足が1本もげて、片目が潰れる予定だった。
原始モスラがレインボーモスラに糸を吐くシーンで糸の材料として使われていたシンナーがレインボーモスラに引火し、全焼してしまい別のモデルで撮り直しした。
月をバックにモスラが飛来するというカットは鈴木の案によるものであり、撮影の江口憲一は前任の川北であれば恥ずかしがってやらなかったであろう大胆な発想であったと評している。

### 水中モード・モスラ
『モスラ2』と『モスラ3』に登場。完全に水中に適応していることから、アクアモスラとも呼ばれる。書籍によっては、レインボーモスラ・水中モードと表記している。
水中戦を得意とするダガーラに対抗するためレインボーモスラがマキシマム・フラッシュで変身した水中戦用モード。これにより、これまで水が弱点だったモスラも、海水をジェル状の膜で覆われた流線型のボディによって完全に遮断し、水中での移動を可能としたほか、水中でも顔とボディの間や翼の要所にある浸透膜から酸素を吸収して呼吸することが可能となり、ダガーラと互角以上の戦いを繰り広げる。水中を高速で自在に動き回ることや、分身攻撃も可能。シャープな形状へと変化し、頭の形も少し鋭利な形に変わっている。尾のあたりに3本のひれのようなものが生え、翼が4枚に分かれている。この他、羽の色は虹色であり、レインボーモスラから引き継がれた形となった。
『モスラ3』ではレインボーモスラがタイムトラベルするときにも変身し、モスラ光速モードへ変身する際の途中形態でもある。鳴き声はレインボーモスラのものとはかなり違う。

#### 能力（水中モード）
クロスヒートレーザー・アクア
海の自然力を吸収し、レーザーとして額から放つ。水中でも屈折せず直進する。作中では、黄色い光弾と緑色のレーザーの2種類を使用。
エックス・サンダービーム
大量の自然エネルギーを取り込んで一気に変換して全身を発光させ、その光をX状の翼全体から破壊光弾として放つ。
イリュージョン・ミラージュ・アクア
翼長30センチのミクロモスラを作り出す分身攻撃。ダガーラの体内に入り、クロスヒートレーザー・アクアでベーレム発生器官を破壊した。
スペース・ミラクルフォース
念力技。力の落ちた敵にしか通じない。
アクア・シールド
水を一瞬にして盾に変える。ダガーラの攻撃をことごとく防いだ。

#### 制作（水中モード）
創作経緯
当初の構想では湖を舞台としており、海が舞台になった段階で水中モードの設定が加えられた。脚本ではイルカのような形状と記述していた。

デザイン
デザインは吉田穣が担当。前作で高速飛行形態として考えられていたものが元になっている。川北は、優雅さのある成虫モスラに対して、華麗なかっこよさを追求したと述べている。
翼の形状はトビウオをイメージしている。
検討稿ではほかに、破李拳竜による深海魚をモチーフとしたものや、岡本英郎による翼を前面に向けた鋭角的なもの、羽根を筒状にして電磁推進をするというものや電磁推進を双発にしたものなども存在した。

造型
造型は東宝特美造形部。1.2メートルのアップ用と60センチメートルの小型モデルが制作された。ボディはラテックス、羽根は塩化ビニールで製作され、透明感を醸し出している。放射状に波打ちながら広がった形の羽は、成型が難しいことから、熱を型ごとに加えて作るという方法が取られた。羽はトビウオをイメージしている。可動ギミックは新モスラと同様だが、エアシリンダーは予算がかかるため電池式となった。
水中飛び込み用にFRP製のモデルも制作されたが、撮影では未使用に終わった。小林知己は、撮影が延びたため使用するタイミングがなくなったと述べている。
ミクロモスラは、初のフルCGによるモスラであった。

撮影・演出
イリュージョン・ミラージュ・アクアの描写は脚本にはなく、特技監督の川北紘一が前作との差別化のために撮影中に発案した。縮小した無数の怪獣が敵怪獣の中に入って攻撃するというアイデアは、川北が『ゴジラvsメカゴジラ』の前身企画『ゴジラ対メカニコング』で考案したものを転用している。
『3』での登場について特技監督の鈴木健二は、サービスであったと述べている。

### 光速モード・モスラ
『モスラ3』に登場。
レインボーモスラが中生代白亜紀にタイムトラベルするために、空気抵抗を受けにくいアクアモスラ（水中モード・モスラ）に変身し、徐々に加速して亜光速の飛行速度に達することで変身した姿。色や体形がアクアモスラの時よりもかなり変わっている。アクアモスラと同じく羽が4枚にわかれており、頭の形もより鋭利な形になっている。全体的にさらに鋭角な体型となった。
- 資料によっては、名称をレインボーモスラ・光速モード[99][96]、光速モスラ[98]と記述している。
- 脚本を担当した末谷は、タイムトラベルの描写として、映画『コンタクト』でジョディ・フォスターが演じる主人公が宇宙船で旅立つシーンをイメージしていた[100]。
- デザインは西川伸司が担当[出典 66]。CGで表現された[103]。西川は、光速で飛ぶという設定から生物的な要素を廃し、機械的なX型のデザインとした[103]。最初期には弾丸型のデザインも描かれていた[103]。

### 鎧モスラ
『モスラ3』に登場。
中生代白亜紀へタイムトラベルし、白亜紀型キングギドラを撃破して絶命したレインボーモスラが、原始モスラたちの作った繭のタイムカプセルの中で1億3千万年も眠った末に現代で息を吹き返して自己再生し、地球のエネルギーと英知を身につけて進化した究極の形態。
その名の通り身体が鎧のように変質したことで金属のように全身が丈夫になっており、その硬い外骨格はキングギドラの強力な引力光線をも受け付けていない強度を持つうえ、その引力光線を束ねて放つトリプルトルネードを受けても、平気で飛んでいられるほどである。翼前面も同様に鋭利な装甲に強化されてカッターのように使えるようになっており、大抵の物質は切断・破壊が可能（鎧・翼カッター）となっている。また羽の形がぎざぎざした形に変わっており、色も変化している。
光線（鎧・クロスヒートレーザー）は以前のレインボーモスラと比べ、さらに威力が強化されてより強力なものになっていて、これによりレインボーモスラのときには通用しなかったキングギドラのバリアを突き破りダメージを与えられるようになっている。
全体的に体長や翼長など、レインボーモスラの時とさほど変わらないが、体格では自身をはるかに上回るキングギドラを体当たりで押し返して地上に叩き落とすなど、基礎的な力も強化されている。
胴体も鎧のような丈夫な外骨格に覆われているため、脚が収納されていて触角もなくなっており、代わりに頭の両サイドに突起物が生えている（頭の下の辺りにも同じように、両サイドに上のものよりも短い突起物が存在している）。また、体毛も一切生えていない。
その圧倒的なパワーでキングギドラを青色の塵に分解して倒した後は鎧を解除し、親モスラに似た鎧モスラ・エターナルに変身する。

#### 能力（鎧モスラ）
鎧・クロスヒートレーザー
レーザーにした自然のエネルギーを額の器官から照射する。レーザーの色は虹色から青色になっていて威力がかなり強化されており、その威力はレインボーモスラの時の3倍の威力である。
鎧・翼カッター
高速で翼前面の最も硬いエッジで体当たりすると共に敵を切断。
エクセル・ダッシュ・バスター
モスラの技の一つであるエクセル・ダッシュの強化版で、体全体をフラッシュエネルギーで光り輝かせて、そのまま高速で敵を通過しその体を突き破って原子崩壊させる最強の技。キングギドラを倒した必殺技でもある。

#### 制作（鎧モスラ）
創作経緯
脚本を担当した末谷は、テレビでカブトムシの蛹が成虫になる様子を観て、その要素を取り入れた。また、容姿は自身が愛好する『サンダーバード』のサンダーバード2号をイメージしていた。
特技監督の鈴木健二は、男子に好まれるデザインにすることがコンセプトであったと述べている。

デザイン
デザインは、西川伸司による検討稿が元となっている。そのほか、酉澤安施による検討稿も描かれている。特撮監督の鈴木健二からの要望により、キングギドラに見劣りしないよう翼を大きくし、頭部や胴体を小さくすることで全体をボリュームアップさせている。西川は、キングギドラのコウモリ状の翼に対し、モスラには鳥の翼を持たせ、「天使vs悪魔」をイメージしたと述べている。
鎧のディテールは、機械的にはせず、カブトムシなど甲虫の外骨格などをイメージしている。脚本でキングギドラに体当たりして倒すと書かれていたことから、機械的な形状のものも検討されたのち、脚を甲殻で覆う形状となった。また、脚本では「漆黒の鎧」と記されていたが、鎧を外したときの翼の色に合わせるためシルバーとなった。
翼の配色は、当初は従来のモスラの色である黄色やオレンジを避け、その補色である青や白で検討されていたが、Photoshopの操作時に偶発的にできたオレンジの模様と青い縁取りという組み合わせが採用された。西川は、生物感を持たせつつ、昆虫の気持ち悪さが出ないよう注意を払ったと述べている。

造型
造型はスタートレインが担当。胴体はFRP製。造形物はラジコン内蔵のメインモデルのほか、2/3サイズが1体ずつ制作された。翼はグラスロッドとビニールレザーで構成され、透明部分はポリカーボネイト製。当初は頭部の角にボアが付けられていたが、撮影時に変更された。

撮影・演出
『モスラ3』では、鎧モスラがメインキャラクターとして扱われているが、鈴木は白亜紀をバトルのメインと位置づけ、最終決戦は鎧モスラが圧倒的な強さで勝つあっさりとした演出とした。キングギドラにとどめを刺すシーンは、時代劇をイメージしている。

### 鎧モスラ・エターナル
『モスラ3』のラストに登場。キングギドラを倒した直後に鎧モスラが表皮を脱ぎ捨てた姿。「平成モスラ三部作」での最終形態である。
姿形こそは鎧モスラの形そのままであるが、親モスラによく似た温厚そうな外見をしていて、皮膚や羽の色も鎧モスラとは異なっており、額の単眼が消えた非戦闘モードである。
自らの力とエリアスの剣の力を合わせたセルフォニックパワーにより結晶化したモルを蘇生させる。キングギドラのドームから開放された子供たちを見守るように羽ばたいた後、モルとロラとともにインファント島へ戻る。
制作
特技監督の鈴木健二によれば、鎧を外して元のモスラに戻るというイメージであったが、鎧モスラとの整合性から鎧を被っていた部分のみ毛の質感を持たせるかたちとなった。
デザインは西川伸司が担当。デザイン時の仮称はファイナルモスラであった。デザイン作業は鎧モスラよりも先行していた。それまでのモスラの変化が男性的、攻撃的なものであったことから、それとは違う方向性が求められ、性別を離れた崇高な存在として天使のイメージが取り入れられた。
造型物は、鎧モスラのメインモデルと同サイズで制作された。造型作業は最後になり、撮影終盤でも完成していなかったが、結果的には一番時間をかけて制作することとなった。
撮影はグリーンバック合成で行われた。鈴木は、顔と翼の付け根のふさふさした毛をアップで映すことにより昔のイメージを強調したことを述べている。

## フェアリー
エリアス姉妹の祈りに応じてモスラが生み出す分身体の小型モスラ。守護神であるモスラの眷属（=神の使い）であり、エリアス姉妹を背中に乗せて偵察・追跡、時には戦闘も行い、モスラの闘いをバックアップする。スピードを活かした空中戦を得意として周囲には微弱な結界があり、高速飛行時でもエリアス姉妹を保護するも戦闘能力はあまりない。テレパシーでエリアス姉妹以外にもゴーゴのような異生物との交信も可能。
モスラの変化とともに飛行能力を失うほか、外観や体色もくすんだように変化する。『2』では植物のパワーを受けたモスラの影響により、翼と瞳の色が緑色に変化している。『3』では鋭い目つきになり、ビンディのように見える小さな器官が額にあり、ピンク色の羽は柔らかい雰囲気の模様に変わっている。
- 『ゴジラvsスペースゴジラ』に登場したフェアリーモスラを発展・継承したキャラクターである[46][123]。

### 能力（フェアリー）
インパルサー
触角から発射する電撃光線。小さな敵には有効だが、殺傷力は低く、一時的に相手を麻痺させる程度の能力しかない。
スキャンビーム
触角から出す物質の成分を解析する光線。

### 制作（フェアリー）
デザイン
デザインは岡本英郎（1、2）、西川伸司（3）。
基本デザインは、フェアリーモスラを踏襲している。黄色い配色は、平和の象徴として選ばれたほか、夜の場面で目立たせる意図もあった。
『2』では、エリアスの衣装ともども色が変わったことにより、小さくとも目立つようになった。しかし、監督の三好邦夫はややけばけばしい感じにもなってしまったといい、また乗っているモルとロラがわかりにくい印象になったと述べている。ワインレッドとグリーンのコントラストが強いため、スタッフ間でも「毒蛾のようだ」と言われていた。
『3』では、眼を小さくして可愛らしさを強調している。酉澤安施によるデザイン案では、うさぎの耳のような垂れた触角が特徴でスタッフからも好評であったが、触角が撮影の邪魔となるため不採用に終わった。

造形
造形製作はボンクラフトが担当。1作目では東宝映像美術による検討用ミニチュアも制作された。また、それとは別に本編用のダミーも制作している。
役者が乗る巨大モデルは『3』まで改修して用いられた。ラジコンで頭部の可動と口の開閉、触角やヒゲの可動、目の点灯などが操作でき、翼と2本の脚は操演により動かしている。『3』では外皮がすべて貼り替えられ、翼の骨組みは木製となり、脚部は可動式のものが新造された。
翼は、初代モスラを踏襲して籘の木を芯に用いている。翼の毛にはクラッシュ状のボアを貼り付けている。背中には俳優が座るためクッションが取り付けられている。
撮影は本編班が担当し、大半はグリーンバック合成で表現された。『2』では、フェアリーの羽根やエリアスの衣装にグリーンが用いられているため、ブルーバックでの撮影となった。
『2』ではボンクラフトにより、ミニチュアモデルも新造された。

撮影・演出
鳴き声は、サルの声をベースとしている。
『モスラ』
第1作では、後藤家のLDKでのガルガルとの空中戦が本編での見せ場と位置づけられていた。脚本を担当した末谷真澄は、当初は工場のような広い場所と設定していたが、より面白い場所として普通の住宅内に改められた。ガルガルのビームを受けて落ちたシーンでは茶色くなっており、元気のない状態であることを示すとともに、前後のピンクに光っている状態と差別化することで復活時に感動的となることも意図している。
テーブルクロスに絡まった状態のフェアリーは、角材に羽根をつけてレバーで操作できるようにしたものを用いており、羽ばたきしながらうごめいている状態を表現している。
『モスラ2』
『2』ではCGによる表現が強化され、飛行しながら回転したり、羽根をしならせたりするなど、細かな表現にこだわっている。
西表島での戦いでは、フェアリーが光線でダガーラに攻撃するシーンも撮影されていたが、完成作品ではカットされている。
『モスラ3』
クライマックスでのエターナルが鱗粉を撒くシーンでは、フェアリーは石の上に飛び上がっているという描写であるため、CGは上にいれば良いとの指示であったが、長めのカットであったことから間を持たせるためにフェアリーを後ろに飛ばせるなど、遊んでいる様子を入れている。

## 親モスラ
『モスラ』（1996年）に登場。
先代のモスラ。卵を島の祭壇に産んで死を待つところに出現したデスギドラに立ち向かう。
最初は多彩な技で大奮戦するが、次第にデスギドラの圧倒的なパワーに苦戦を強いられ、山まで吹き飛ばされて一時的に動けなくなる。後藤兄妹がエリアスの盾を使って動けるようになった後は幼虫と共に立ち向かうがそれでも挽回できず、最終的にはデスギドラを挑発してダムを決壊させて濁流にデスキドラを飲み込ませた後、幼虫モスラを海上まで連れていったところで寿命が尽き、幼虫にすべてを託して海底へ沈んでいった。
触角から破壊光線を発射し、羽から稲妻を落とし、毒鱗粉をばら撒き、高速で体当たりするなど多彩な技を持つ。また、死ぬ間際に幼虫に老屋久杉のことを教えるなど、知識も豊富である。
- この個体は『ゴジラvsモスラ』の成虫と容姿がそっくりで共通の技も多いが[注釈 35]、作品的つながり（小美人の呼称や作品の背景など）は皆無であるため、別個体である[注釈 36]。

### 能力（親モスラ）
ビームパルサー
触角からの破壊光線。
プレッシャーフィールド
鱗粉を撒いて雷攻撃。
フラッシュ・ダッシュ
一時的に飛行速度をマッハ80に高めた体当たり。ただし、自身へのダメージも大きい。
ダイレクト・インパクト
体からの放電攻撃。
ミルキー・ウィップ
触角から出す小型の鞭。デスギドラの攻撃を受け一時的に動けなくなった際にエリアスの盾を奪おうとしたガルガルに乗ったベルベラからエリアスの盾を弾き飛ばしている。
スタントリガー
足に高圧電流を纏わせて直接触れる。
その他
脚力は子供ほど強力ではないが、2万トンの重量を持つことができる。

### 制作（親モスラ）
デザイン・造型
デザインは、口元に溝がある以外、『vsモスラ』とほぼ同一である。特技監督の川北紘一は、正面から撮影した際に目があさってを向いてしまうため、本作品ではアリをイメージした顔にしたと述べている。
造型物は東宝映像美術により新造され、アップ用とアクション用の2種類を使い分けている。当初は『ゴジラvsモスラ』のものを海用に流用する予定だったが破損が激しいため、すべて新規造型となった。

撮影・演出
本作品では初めてモスラの産卵シーンが描かれており、全身から放たれた赤と青の光の粒子が寄り集まって卵に変化するという表現になっている。川北から描写を委ねられた末谷は、生物的な描写は避け、宇宙の星が集まるイメージとした。さらに川北は、魚の受精のイメージを加えている。
インファント島から飛び立つシーンでは、花畑の花らが巻き上がっているという想定で銀粉を撒いていたが、鱗粉と区別しづらい描写となった。
デスギドラの地割れ攻撃を受けるシーンでは、地割れの真上に操演のモスラを位置させることが難しかったという。
力尽きて海中に沈むシーンでは、当初は助監督の中野陽介が操演を担当していたがうまくいかず、川北が自ら操作した。川北は、親子の愛情や命のやり取りをきちんと描くことで子供たちにしっかり届けることを意図し、このシーンに一生懸命注力したと述べている。撮影は東宝スタジオの小プールで行われたが、深さが3メートル程度しかないため、照明の明度を変えて複数回撮影することで深く沈んでいく様子を表現した。海中で親モスラと幼虫がともに映るカットは、川北が過去に手掛けた映画『アナザー・ウェイ ―D機関情報―』のシーンを意識している。

## 原始モスラ
『モスラ3』に登場。
白亜紀に生息していたモスラの祖先。人類による環境破壊以前の時代のため、複数の個体が存在し、劇中には幼虫が3体登場した。体表が樹皮のようなゴツゴツした硬い表皮で覆われ、外見は現代のものとはかなり違う。
レインボーモスラが鎧モスラに変身するきっかけを作ったのは原始モスラたちであり、白亜紀型キングギドラを倒して瀕死の重傷を負ったモスラを吹きつけたエクセル・ストリングス（繭糸）で形成した一種のタイムカプセルに包み込み、復活させて現代へ送り返した。成長した後の姿は劇中では確認されていない。
- デザインは酉澤安施が手掛けた[137][136]。古代のイメージから、表皮はアンキロサウルス[128][136]、全体のシルエットは三葉虫の要素を取り入れている[136]。西川伸司によるデザイン案では、モスラの幼虫が泳げることから、フナムシを祖先だと解釈したものもあった[101][103]。
- 造形は東宝特美造形部が担当[128]。特技監督の鈴木は、設定が小さいことから造形物も小さくしたかったが、内部メカの都合から叶わなかったと述べている[80]。
- 『ゴジラ FINAL WARS』のガイガンのガレージキットには、「ガイガンは太古以来のモスラの宿敵である」という設定に基づき、ベース（キットの土台）に複数の原始モスラ幼虫が造形されたものが存在する。